# Bugzilla
Bugzilla（バグジラ）は、Mozilla Foundationが開発、使用してきたウェブベースのバグ管理システム。元々Netscape社が社内で使ってきたシステムであったが、後に公開。極めて初期のバージョンはTclで記述されていたが、オープンソースプロジェクトになってからのソースコードは、Perlで記述されている。現在では、オープンソース、プロプライエタリ問わず、数百のプロジェクトでバグ管理ツールとして選択されている。
Bugzillaでのバグはソフトウェアに対する問題点、要望、議論などのすべてを表し、機能拡張リクエストにも利用される。
NetscapeがNetscape Webブラウザのソースコードを公開する際にmozilla.orgで使うツールとしてTinderbox、Bonsaiと共に公開されたものが現在のBugzillaの原型である。

## 機能

### プロジェクト
開始に当たって、プロジェクトに応じたさまざまな属性を設定できる。これにより、カテゴリ、コンポーネント別にバグを整理でき、また、非常に多様な問題に対応できる。

### 登録
バグを登録する際に、そのバグにまつわるさまざまな要素を付加することができる。また、登録作業軽減のためのヘルパーも用意され、これにより、初心者でも簡単にバグを登録できる。

### バグに関する議論
問題点一つに対して、一つのバグを発行し、それについて議論しあう仕組みを持っている。それらを貫くために各種キーワードを登録することもでき、これにより、関連するバグを見つけやすくすることが出来る。相互に依存するバグを登録することで、問題解決に必要な要素を分割して、作業を軽減することが出来る。

### バグの検索
Bugzillaは、標準でバグをカテゴリ別、ステータス別、登録者別に検索する機能を持っており、これによって、大量のバグの中から、該当するバグを見つけることが出来る。

## 要件
Bugzillaを利用するにあたって必要なソフトウェアは、以下の通りである。
- 対応するデータベースサーバ（MySQL、PostgreSQL または Oracle）。要求されるバージョンはbugzillaのバージョンにより異なる
- 適切なPerl5
- 各種Perlモジュール
- Apacheのような対応するウェブサーバ（CGIが動くウェブサーバであれば使える）
- Sendmail、qmail、Postfix、あるいはEximといった適切なメール転送エージェント

### 日本語での稼動例
- もじら組 Bugzilla-jp
- Mozilla Communities' Network in Japan の Bugzilla